# انتقال اطلاعات
در مخابرات، انتقال اطلاعات، فرایند جابجایی پیام شامل اطلاعات کاربر از یک منبع به یک سینک به وسیله کانال مخابراتی است. در این معنا، انتقال اطلاعات با انتقال داده برابر است که مفهومی فنی‌تر و عملی‌تر دارد.
نرخ بیت اطلاعات ممکن است با تراگسیل نرخ سمبل برابر باشد یا نباشد.
انتقال دو سویه اطلاعات تبادل اطلاعات نامیده می‌شود.

## معنی غیر فنی
در مفهوم غیر فنی، گاهی انتقال اطلاعات برای رساندن انتقال دانش یا آموزش و پرورش به کار می‌رود.